# ウィチタ族

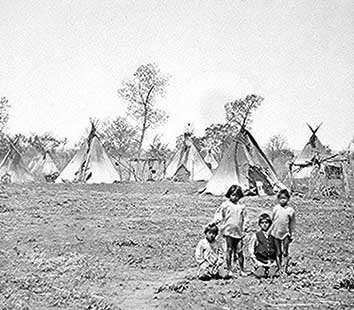
1904年のウィチタのキャンプ

ウィチタ族（‐ぞく Wichita）はアメリカインディアン部族。カドー語族のウィチタ語を話した。19世紀にはアメリカ南部でもっとも人口の多い部族であった。「ウィチタ」は彼らの言葉で「人間」という意味。

## 文化
ウィチタ族は平原の南部で、タオバヤ族(Taovaya)、タワコニ族(Tawakoni)、キチャイ族(Kichai)、ワコ族(Waco)といった部族と、緩やかな連合を形成した。初期には白人から近縁のポーニー族と混同され、「ブラック・ポーニー族」と呼ばれた。フランス人からはパニス・ピケ族(Panis Pique)、スペイン人からはギチタ族(Guichita)、と呼ばれた。
二またに分かれた杉材の柱を土草で覆った巨大なドーム型住居（アース・ロッジ）の村落に定住した。冬の間は干し草で覆って作られた小屋に住んだが、夏にはそれを捨てて、ティピーを使い、バッファローを狩る移動生活を行った。彼らの範囲は、南はテキサス州サンアントニオから、北はカンザス州グレートベンドまで広がっていた。半定住性の彼らは、1700年代初めにテキサス州北部を占有し、レッド川の両岸と南のウェーコで、他の南部の平原インディアンと交易をした。
ウィチタ族は、狩猟と農業で成功し、交易と交渉に長けていた。ミシシッピー川とミズーリ川に挟まれた地帯では、トウモロコシ、豆、カボチャ、トマトなどを栽培し、トウモロコシは蒸し焼きでも食した。
ウィチタは、顔と体に入れられた線と円の入れ墨で知られている。彼らは、目の回りに入れた入れ墨から、自らを「アライグマの目をした人」と呼んだ。なめした毛皮で作った服を着て、女性はアカシカの歯で飾り付けたドレスをよく着た。

## 最初のヨーロッパとの接触
最初のヨーロッパ人との接触当時のウィチタの人口は20万人と見られている。スペイン人探検家のフランシスコ・バスケス・デ・コロナドは、1541年、いくつかの村落に遭遇し、部族は非常に人口が多かったという。このエリアは現在のカンザス州である。
1719年までに、ウィチタ族の多くは南方のオクラホマ州へと移住した。南北戦争の間、彼らはルイジアナ州に戻り、現在のカンザス州ウィチタの場所に村落を作った。ヨーロッパ人との接触で人口は急激に減り、1890年の人口は総計で3,200人のウィチタ族が見積もられた。1868年まで、人口は総計で572人のウィチタ族が記録されている。1937年の国勢調査当時は、公式に100名のみが残った。
現在も彼らの住居は、伝統的なドーム型の住居の形を生かした、独自の住居デザインを採り入れている。

## 合衆国の承認
合衆国インディアン局は、2003年に公式に部族を認定し、「Wichita and Affiliated Tribes (Wichita, Keechi, Waco & Tawakonie), Oklahoma」と名付けた。部族の役所はオクラホマ州アナダルコに置かれている。提携部族にはカドー族(Caddo)とデラウエア族(Delaware)も含まれる。今日、ウィチタ部族の土地は、オクラホマ州グレイスモントの周りを中心にしている。